# لیشیتسه
لیشیتسه (به چکی: Lišice) یک منطقهٔ مسکونی در جمهوری چک است که در ناحیه هرادتس کرالووه واقع شده‌است. لیشیتسه ۱۶۵ نفر جمعیت دارد.